# C7P
C7P (пол. Ciągnik Siedmiotonowy Polski, расшифровывается как Тягач Семитонный Польский) — польский артиллерийский тягач времён Второй мировой войны.

## История создания
Был создан в 1933-1934 годах на Государственных инженерных складах Польши. Руководителем конструкторской группы был Витольд Якуж (пол. Witold Jakusz). Основой для тягача послужили несколько британских машин: закупленные в 1930-х годах танки Vickers Mk E, а также артиллерийские тягачи Dragon Medium Mk IV. Ввиду различия климатических условий Великобритании и Польши инженеры получили задание переоборудовать машины. Впоследствии танк, который имел кодовое название VAU-33, получил имя 7TP, став самым узнаваемым польским танком.
Вдохновлённые успехом, польские инженеры приступили к модернизации французского тягача Citroën-Kegresse, учитывая опыт созданных ранее тягачей C6P, C6T и C7TP. Шасси было закуплено у швейцарской компании Saurer, а большая часть деталей была заимствована у 7TP. Первые автомобили были выпущены на заводе Ursus в 1933 году. Планировалось выпустить 350 машин, однако к войне поляки не успели выполнить и половины заказа. Всего был выпущен 151 экземпляр.

## Использование
Наибольшее использование получили 18 машин из 151, которые были в 10-й кавалерийской бригаде Войска Польского. Как правило, они использовались для:
1. Транспортировки орудий. Наиболее часто перевозимым орудием стала 220-мм мортира Škoda.
2. Эвакуации танков. Эвакуировались в основном машины 7TP и Vickers E.
3. Переброски десанта. Машина могла перевозить до 8 человек.

## Технические параметры
- Длина: 4600 мм
- Ширина: 2400 мм
- Высота: 2400 мм
- Масса: 8,5 т
- Вместимость: 8 чел.

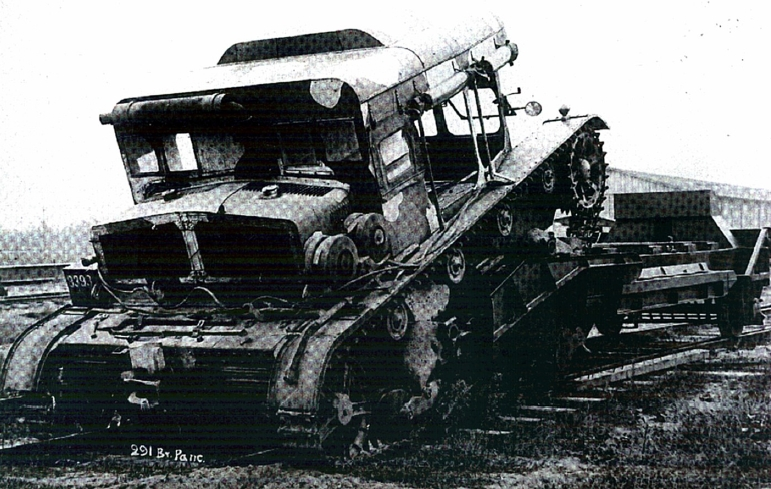
C7P

- Двигатель: PZInż. 235 (Saurer CBLDb)
- Характеристики двигателя: 6-цилиндровый, 4-тактный, жидкостного охлаждения
- Объём двигателя: 8550 куб.см
- Степень сжатия: 16,5:1
- Мощность: 115 л.с.
- Обороты: 1800 об/мин
- Максимальная скорость: 26 км/ч
- Запас топлива: 150 л
- Расход топлива: 96-120 л/100 км

## Судьба машин
Большая часть машин была захвачена вермахтом и использовалась в качестве тягачей и транспортёров до 1941 года. Некоторые потом оказались в РККА. До настоящего времени в первоначальном облике не сохранилась ни одна машина, однако один тягач был захвачен и стал основой для муляжа (реплики) машины Т-26. Сейчас он находится в московском Парке Победы на Поклонной Горе.